# Formica wongi
Formica wongi é uma espécie de formiga do gênero Formica, pertencente à subfamília Formicinae.